# Maliuc
Maliuc est une commune du județ de Tulcea en Roumanie.

## Démographie
Lors du recensement de 2011, 91,93 % de la population se déclarent roumains et 1,98 % comme lipovènes (4,9 % ne déclarent pas d'appartenance ethnique et 1,16 % déclarent appartenir à une autre ethnie).

## Politique
| Parti | Parti                                      | Sièges |
| ----- | ------------------------------------------ | ------ |
|       | Parti social-démocrate (PSD)               | 6      |
|       | Parti national libéral (PNL)               | 2      |
|       | Alliance des libéraux et démocrates (ALDE) | 1      |